# 1178
Năm 1178 trong lịch Julius.

## Sự kiện
- Các biên niên sử của Gervase của Canterbury được viết.
- Các Tháp nghiêng Pisa bắt đầu nghiêng khi tầng thứ ba hoàn tất.
- Vương quốc Chăm chiếm thủ đô Khmer gần Angkor Wat.
- George III của Gruzia đánh bại một cuộc nổi dậy

## Sinh
- Ngày 22 tháng 12-Nhật hoàng Antoku của Nhật Bản (mất 1185)
- Snorri Sturluson, chính trị gia Ireland (mất 1241)
- Thomas I của Savoy (mất 1233), Bá tước của Savoy
- Wuzhun Shifan, Trung Quốc Phật giáo Thiền sư (mất 1249)

## Mất
- Evermode của Ratzeburg, giám mục của Ratzeburg